# Бренда (Аризона)
Бренда (англ. Brenda) — переписна місцевість (CDP) в США, в окрузі Ла-Пас штату Аризона. Населення — 466 осіб (2020).

## Географія
Бренда розташована за координатами 33°40′19″ пн. ш. 113°56′16″ зх. д. / 33.67194° пн. ш. 113.93778° зх. д. (33.672082, -113.937883).  За даними Бюро перепису населення США в 2010 році переписна місцевість мала площу 17,90 км², уся площа — суходіл.

## Демографія
Згідно з переписом 2010 року, у переписній місцевості мешкало 676 осіб у 387 домогосподарствах у складі 251 родини. Густота населення становила 38 осіб/км².  Було 725 помешкань (41/км²).
Расовий склад населення:
| - 98,2 % — білих - 0,7 % — корінних американців - 0,1 % — азіатів |

До двох чи більше рас належало 0,3 %. Частка іспаномовних становила 2,7 % від усіх жителів.
За віковим діапазоном населення розподілялося таким чином: 1,5 % — особи молодші 18 років, 32,8 % — особи у віці 18—64 років, 65,7 % — особи у віці 65 років та старші. Медіана віку мешканця становила 68,1 року. На 100 осіб жіночої статі у переписній місцевості припадало 104,2 чоловіків;  на 100 жінок у віці від 18 років та старших — 103,0 чоловіків також старших 18 років.
Середній дохід на одне домашнє господарство  становив 49 251 долар США (медіана — 57 708), а середній дохід на одну сім'ю — 55 153 долари (медіана — 62 837). 
Цивільне працевлаштоване населення становило 42 особи. Основні галузі зайнятості: фінанси, страхування та нерухомість — 38,1 %, освіта, охорона здоров'я та соціальна допомога — 31,0 %, мистецтво, розваги та відпочинок — 21,4 %.